# Louis de Sol de Grisolles
Louis Charles René de Sol de Grisolles, né le 29 décembre 1761 à Guérande, mort le 13 avril 1836 à Bordeaux, est un général français, officier de la Chouannerie.

## Biographie
Louis de Sol de Grisolles est le fils de  Louis Athanase de Sol, seigneur de Grisolles, et de Marie Jeanne de Sécillon.
Destiné au métier des armes, Sol de Grisolles s'engagea dans La Royale, le 14 avril 1782 en tant qu'enseigne de vaisseau, il passa ensuite au grade de Lieutenant le 1er mai 1786.
Après la Révolution française, il prit la tête des Chouans des environs de Rochefort-en-Terre, Redon et Muzillac. Lors du soulèvement de mars 1793, il s'empara de Rochefort-en-Terre. En 1795 il reçut de Georges Cadoudal le grade de colonel et en 1797, le commandement de la 4e légion dans l'Armée des Chouans du Morbihan. En 1800, il participa à la bataille du pont du Loc'h.
Arrêté en 1800, Sol de Grisolles fut emprisonné jusqu'en 1803. Après sa libération, il rejoignit Georges Cadoudal qui complotait contre le premier consul Napoléon Bonaparte. Mais il fut de nouveau arrêté en octobre 1804, au moment de son arrivée à Paris. Torturé (on lui arracha les ongles) par la police de Fouché afin de dénoncer ses complices, il ne parla pas et fut emprisonné dans des conditions sévères durant tout l'Empire. 
Libéré en 1814, lors de la Restauration française. Très affaibli par sa longue détention il tenta, sans succès, de dénoncer ses anciens geôliers. 
Sol de Grisolles reçut par la suite le commandement militaire de Belle-Île-en-Mer.
À la suite du retour de Napoléon Ier durant les Cent-Jours, Sol de Grisolles prit la direction des Chouans du Morbihan (Petite Chouannerie) qui s'étaient soulevés de nouveau et rassembla une armée de 3 000 à 4 000 hommes. Secondé par ses lieutenants de Floirac et de La Boissière-Lannurie il lança une première attaque sur Redon qui échoua. Mais les Chouans et les collégiens de Vannes remportèrent par la suite une victoire contre les Impériaux du général Rousseau le 10 juin 1815 à Muzillac. Toutefois Sol de Grisolles fut battu de nouveau à Auray le 21 juin par le général Bigarré. Mais la victoire des Impériaux resta sans lendemain car 3 jours plus tôt Napoléon avait été battu à Waterloo.
Le 22 juillet, à la suite de la seconde Restauration les Chouans victorieux défilèrent à Vannes. En récompense de ses services Sol de Grisolles reçut le grade de Maréchal de camp le 13 novembre 1816 puis celui de lieutenant-général à titre honoraire, le 3 février 1822, il reçut également la distinction de Grand-croix de Saint-Louis, puis fut nommé commandant du Château de Pau, il le resta jusqu'en 1830.
À la suite de la Révolution de Juillet, il se retira à Bordeaux et mourut le 13 avril 1836.
Une plaque commémorative a été érigée en son honneur à Guérande en 2007.